# Gemeenlandshuis

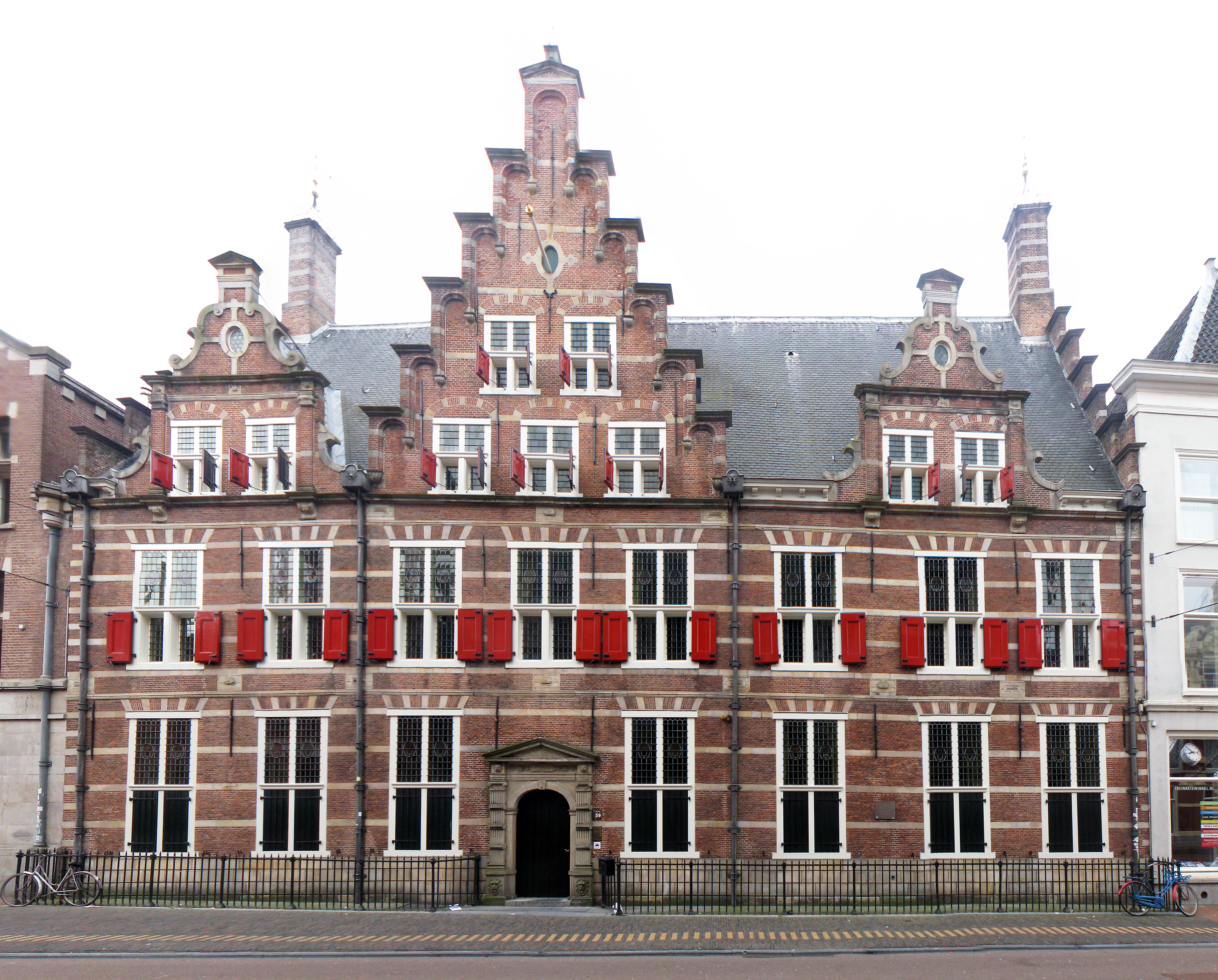
Gemeenlandshuis van het Hoogheemraadschap van Rijnland in Leiden.

Een gemeenlandshuis was oudtijds de bestuurszetel van een waterschap of hoogheemraadschap (of een soortgelijke organisatie, zoals de Erfgooiers) in de gewesten Holland en Utrecht. Hier vonden de vergaderingen van het bestuur plaats, en het was ook wel in gebruik als werkplaats of als opslagplaats voor materialen. De gemeenlandshuizen waren vaak grote en statige gebouwen. Ook hadden grotere waterschappen soms verschillende gemeenlandshuizen. Zo had het Hoogheemraadschap van Delfland vestigingen in Delft en Maassluis en het Hoogheemraadschap van Rijnland vestigingen in Leiden, Halfweg en Spaarndam.

## Gemeenlandshuizen
Hieronder een onvolledige lijst van gemeenlandshuizen in Holland en Utrecht.
- Gemeenlandshuis (Delfland), Delfland, Delft, rijksmonument
- Gemeenlandshuis (Maassluis), Delfland, Maassluis, rijksmonument
- Gemeenlandshuis van Rijnland, Rijnland, Leiden, rijksmonument
- Gemeenlandshuis Spaarndam, Rijnland, Spaarndam, rijksmonument
- Gemeenlandshuis Swanenburg, Rijnland, Halfweg, rijksmonument
- Gemeenlandshuis van Diemen, Zeeburg en Diemerdijk (thans Amstel, Gooi en Vecht), Diemen, rijksmonument
- Erfgooiershuis (gemeenlandshuis van Stand en Lande van Gooiland), Erfgooiers, Hilversum, gesloopt.
- Gemeenlandshuis Nieuwersluis, Zandpad, Nieuwersluis, rijksmonument
- Gemeenlandshuis van Waterland, Hoogheemraadschap Waterland, Monnickendam, rijksmonument
- Gemeenlandshuis Edam, Uitwaterende Sluizen (thans Hollands Noorderkwartier), Edam, rijksmonument
- Drechterlandsehuis, ambacht Drechterland (later Westfriesland), Hoorn, rijksmonument
- Koggehuis, De Vier Noorder Koggen, Westerhaven 20, Medemblik, rijksmonument
- Noorderpolderhuis (gemeenlandshuis van waterschap Schermermeer), Schermerhorn, rijksmonument
- Waardhuis (Alblasserdam), De Nederwaard, Alblasserdam, gemeentelijk monument.